# 콩
콩(학명: Glycine max 글리키네 막스[*]) 또는 대두(大豆)는 아시아·아프리카·오스트레일리아 등지에 널리 분포하는 한해살이풀이다. 식용작물로서 널리 재배한다.
콩을 사용하는 전통적인 비발효 식품에는 두유와 두부 껍질을 만드는 두유가 포함된다. 발효 콩 식품에는 간장, 발효 된장, 낫토, 템페 등이 있다. 무지방(지방이 제거된) 대두박은 동물 사료와 많은 포장 식사에 사용되는 중요하고 저렴한 단백질 공급원이다. 예를 들어, TVP(질감 식물성 단백질)와 같은 대두 제품은 많은 육류 및 유제품 대체품의 성분이다.
대두에는 상당한 양의 피트산, 식이 미네랄 및 비타민 B가 함유되어 있다. 식품 및 산업 분야에 사용되는 대두 식물성 기름은 대두 작물을 가공하는 또 다른 제품이다. 대두는 가축사료를 위한 가장 중요한 단백질 공급원이다(이는 결국 인간이 소비할 동물성 단백질을 생산한다).

## 역사
콩은 야생의 돌콩으로부터 재배 작물로 발달했다. 지금의 지나 둥베이 지방에서 야생콩과 콩의 중간형이 재배되고 있는 점이나 이들의 변이형의 분포로 볼 때, 원산지는 (만주지방) 중심으로 한반도의 북부 두만강 유역에서 지금의 지나의 화베이에 걸친 지역으로 추정된다.
인류가 야생종인 돌콩을 먹었던 증거는 페이리강 문화(기원전 7000~기원전 5000) 유적에서 발굴되기도 하나, 재배콩 유적 중 가장 오래된 것은 지린성의 서단산 문화(西團山文化, 기원전 10세기~기원전 4세기) 등 만주 지방이다. 한반도에서는 청동기 시대에 콩을 재배한 유적이 발견된다. 중원의 춘추 전국 시대에서 재배한 유적이 확인된다. 《관자》에는 제나라에서 환공 5년(기원전 681년)에 산융을 북벌하면서 파(冬蔥)와 콩(戎菽)을 가져와 중원에 퍼뜨렸다는 기록이 있고,(齊桓公五年，北伐山戎，出冬蔥與戎菽，布之天下。) 《시경》에는 야생콩을 채집하는 것(采菽)과 재배콩을 수확하는 것(獲菽)을 구분해서 표현하고 있다. 일본의 콩 유적은 시대에 따라 규슈에서 동쪽으로 퍼져나가는 형태를 보여 한반도에서 전파된 것으로 추정된다.
유럽에는 1690년경에 독일에 처음으로 전파되었고, 미국에는 1804년경에 처음으로 알려져 1900년경부터 널리 재배되었으며, 현재 세계 총생산량 중 약 70%를 차지하고 있다.

## 이름
한국어 단어 ‘콩’의 옛 형태 중 가장 오래된 기록에 남은 것은 《구급방언해》(1466)의 ‘코ᇰ’이다.
《시경》에는 콩이 숙(菽)이란 이름으로 등장한다. 이후 숙의 꼬투리가 나무로 만든 제기인 두(豆)와 비슷하여 숙은 두가 되어버렸다. 그러다가 팥처럼 알맹이가 작은 콩무리가 들어오게 되어 이것은 소두, 본디의 콩은 대두라 구분하여 부르게 되었다. 이것이 서기 전후의 일이다.

## 생태
줄기는 높이 20-250cm이고 보통 곧게 서며 덩굴성인 품종도 있다. 잎은 2개, 혹은 3개의 작은잎으로 되어 있고 어긋나며 짧은 털로 덮여 있다. 잎겨드랑이에 달리는 짧은 가지에 많은 흰색·보라색·홍색 등의 작은 접형화(蝶形花)가 달리며, 그 중 몇 개의 꽃이 결식하여 꼬투리가 된다. 꼬투리 속에는 1-25개의 종자가 들어 있으며, 완전히 익으면 쭈글쭈글해진다. 종자는 품종에 따라 구형·평구형 등이 있으며, 크기는 매우 다양하고 씨껍질의 빛깔은 황색·다색·흑색 및 황색과 다색·흑색과의 얼룩 등이 있다. 뿌리에는 많은 근류(뿌리혹)가 생긴다.
콩은 갈색이나 회색을 띠는 짧은 잔털로 덮여 있다. 꼬투리의 색깔은 밝은 노란색에서부터 회색, 갈색, 검은색에 이르는 어두운 색까지 다양하다. 씨는 둥글거나 타원형이며 품종에 따라 노란색·녹색·갈색·검은색을 띠거나 반점이 있다. 가공용으로 재배되는 콩 품종은 보통 씨가 노란색이나 옅은 노란색을 띤다. 지름이 약 5-7mm인 이 씨들은 콩가루와 콩기름으로 가공된다. 채소로 이용되는 콩 품종은 대개가 녹색이다.
콩에는 뿌리혹박테리아가 있어서 공중 질소를 고정 이용하므로 메마른 땅에도 적응하며, 땅의 힘을 유지하는 데도 알맞다. 또한 맥류와 2모작을 하거나 옥수수·수수 등과 섞어서 가꾸는 데도 알맞다.

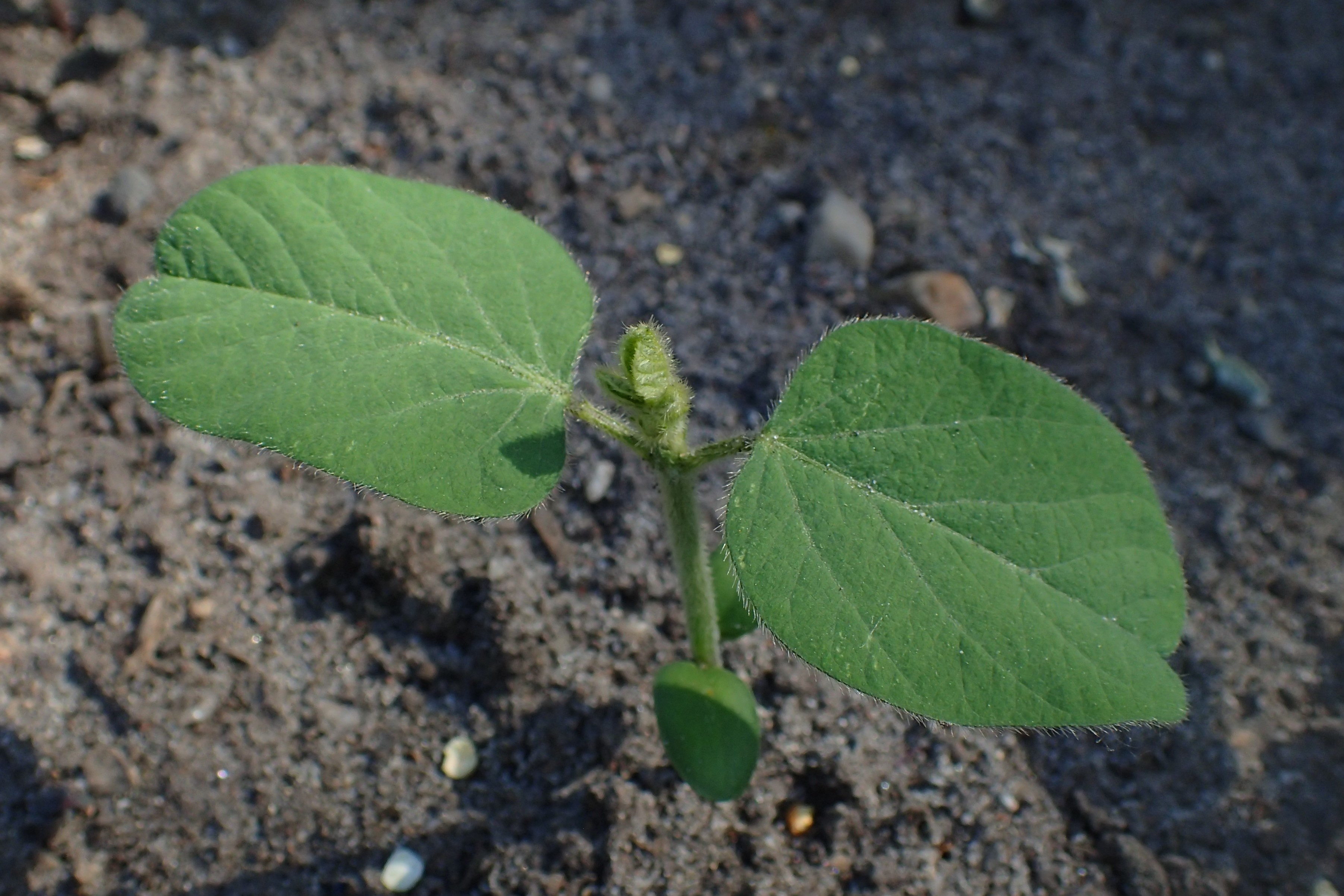
모종
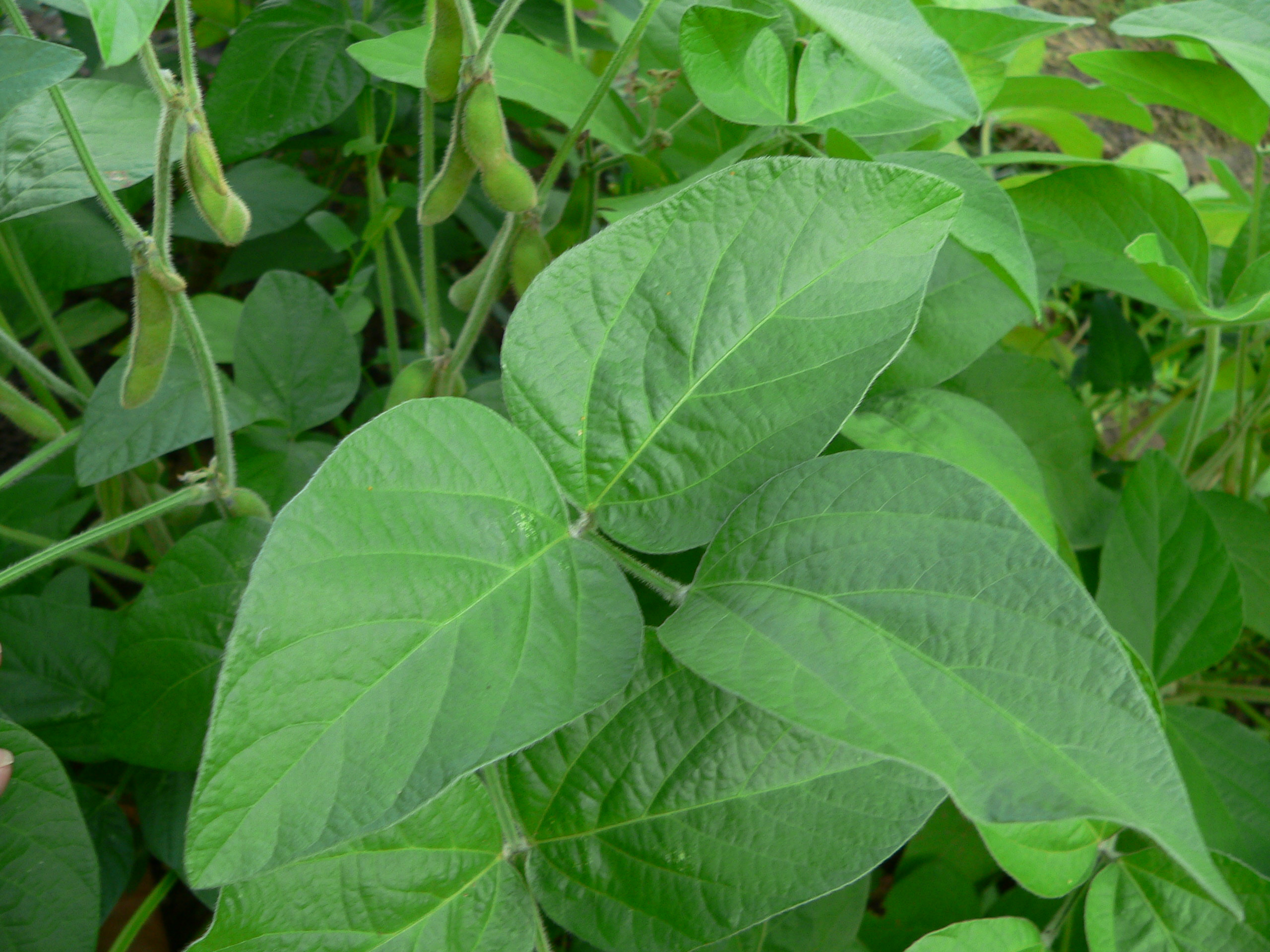
잎
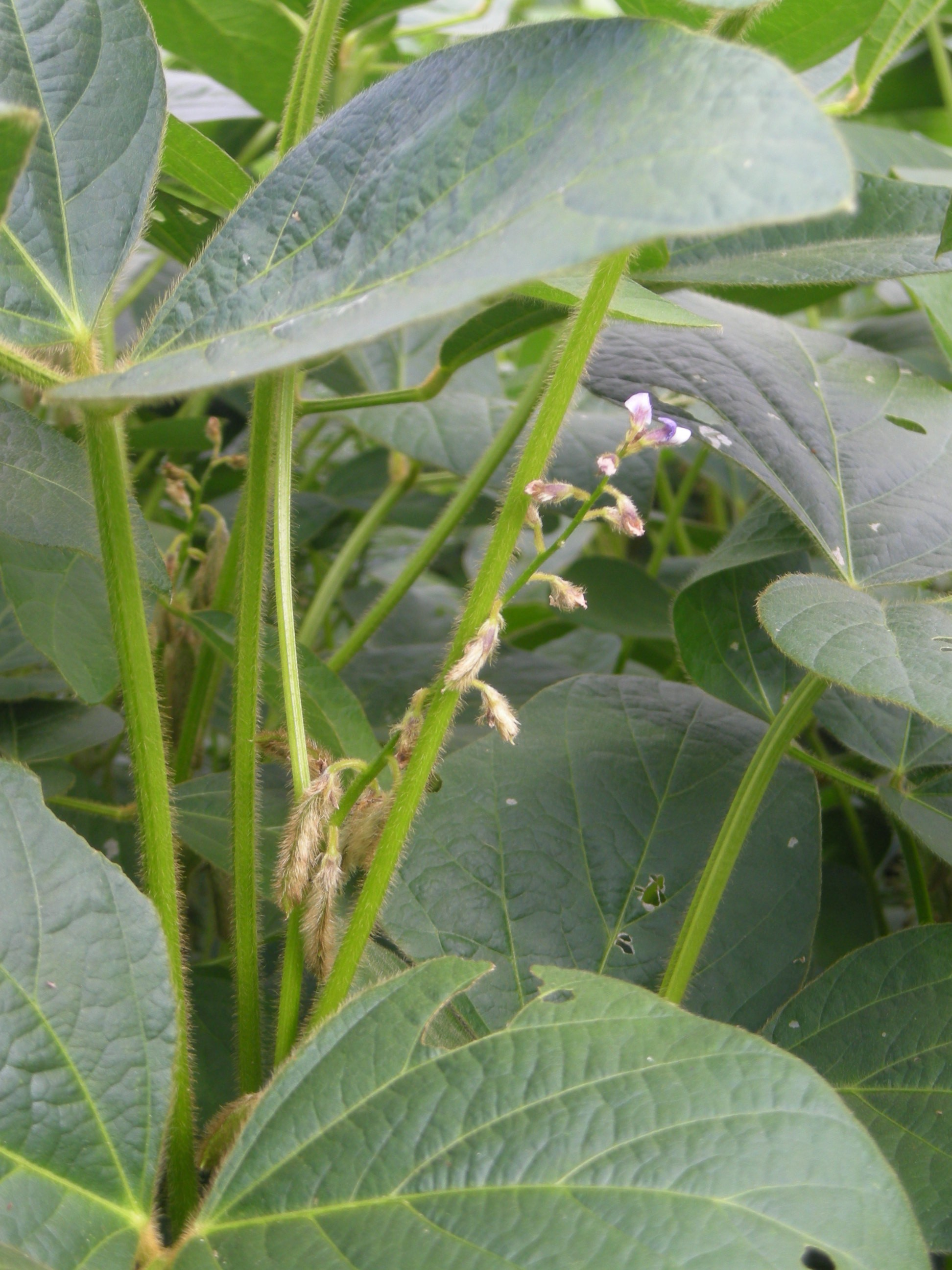
꽃
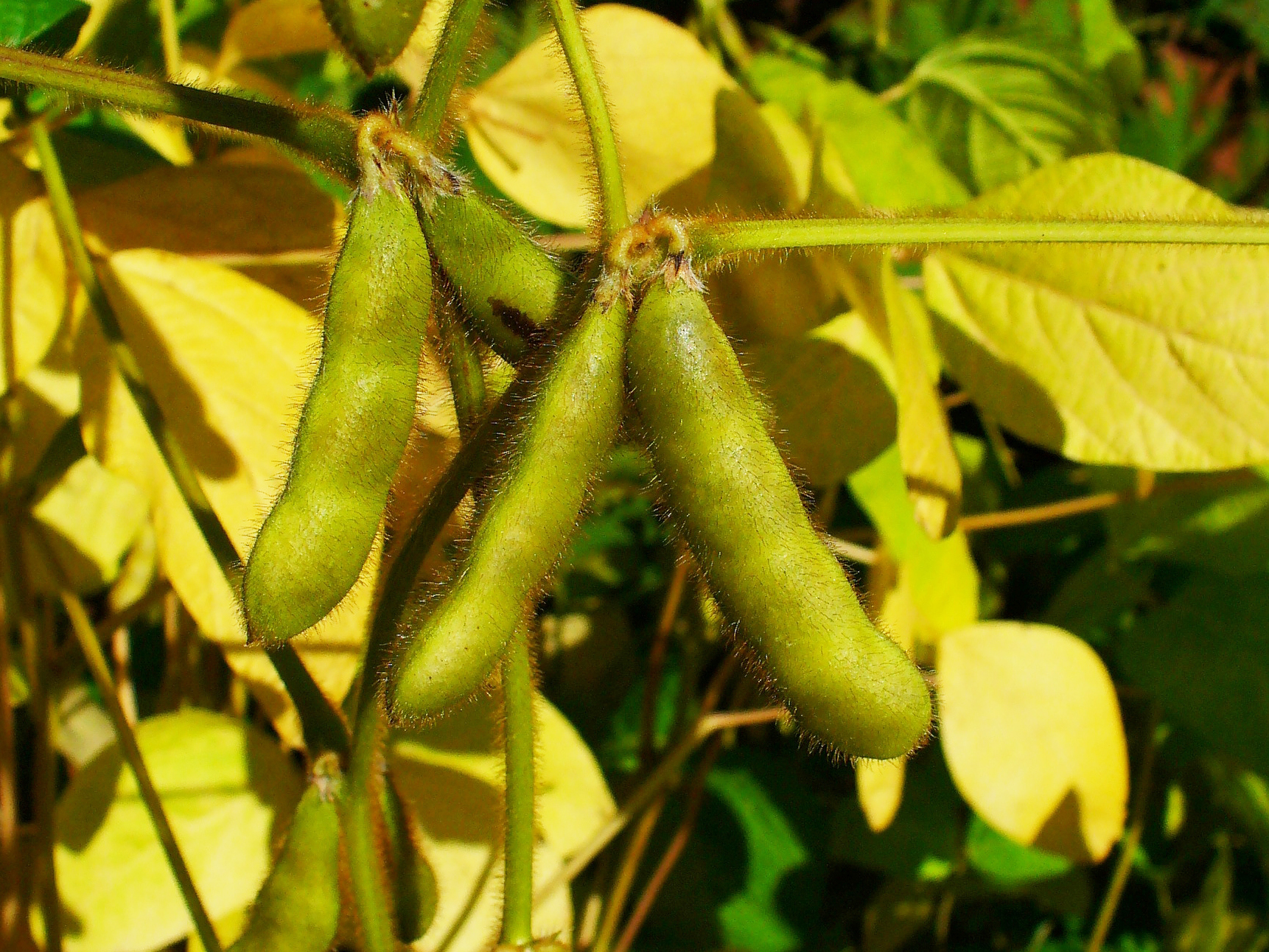
풋열매
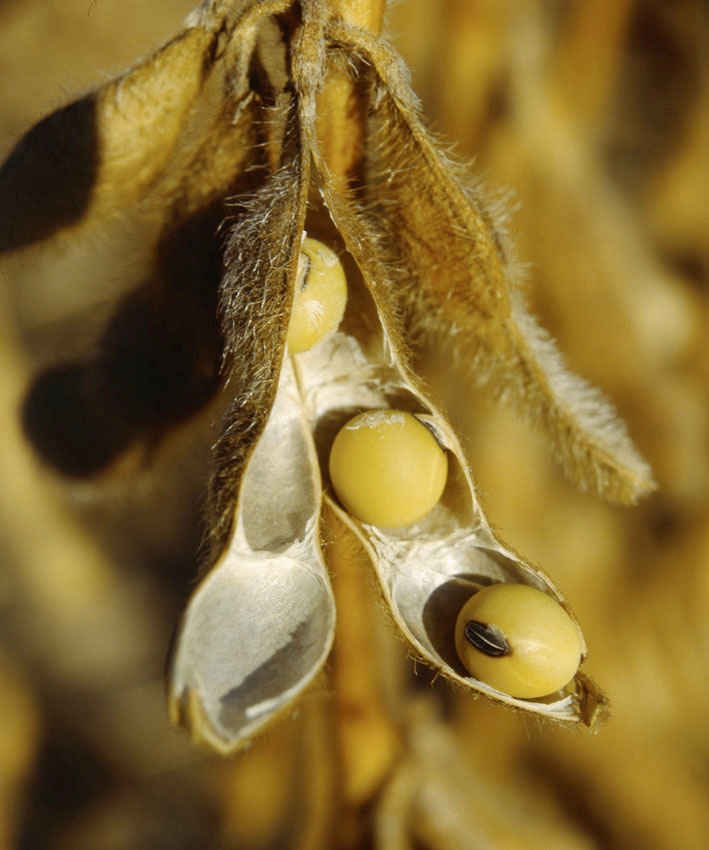
익은 열매

## 재배
콩의 파종은 5월 상·중순에, 여름콩은 일찍, 가을콩은 약간 늦게 한다. 60cm 간격의 이랑에 포기 사이는 24cm 정도로 파종하는 것이 표준이다. 지방에 따라 밭두렁에 파종하거나, 옥수수나 그밖의 작물과 혼작하기도 한다. 콩은 기생하는 근류균으로부터 질소를 공급받는데, 생육 초기에는 질소비료를 필요로 하고, 일반적으로 지력이 좋은 쪽이 수확량이 많다. 개화기까지 2-3회의 잡초방제와 쓰러짐 방지를 위한 중경·배토를 한다. 수확은 잎이 말라서 떨어지기 시작하고 꼬투리가 성숙한 때에 하는데, 여름콩은 7월 중순부터 8월 상순, 가을 콩은 10월 상·중순이 적기이다. 수확할 때는 면적이 좁으면 뿌리째 뽑기도 하지만, 면적이 넓으면 낫으로 베는 요령으로 꺾는다. 콩이 자라는 데 알맞은 온도는 23-28 °C (73.4 °F-82.4 °F)이며, 습기가 알맞고 온도가 높은 것이 좋다. 콩은 10월 상·중순쯤 꼬투리가 성숙하면 수확한다. 아침이나 저녁때 베어 다발로 묵어 두었다가 탈곡기로 타작한 다음 먼지 등을 제거한 후 말려서 저장한다.

## 품종
콩에는 여러 품종이 있는데, 일반적으로 용도에 따라서 성숙자실용·청예사료용·녹비용 등으로 구분한다. 자실의 형태·빛깔에서 보면 대부분 황색이고 둥근데, 푸른종이라고 부르는 녹색품종이나 검정콩, 자실이 매우 작은 쥐눈이콩, 그 밖에 갈색·얼룩이·아주까리콩 등 매우 다양하다. 식물체의 생태면에서 보면 꽃눈 형성에 대한 일장(日長)이나 기온관계에 따라서 여름형·중간형·가을형으로 나뉜다. 여름형은 조생이며 주로 고온에서 개화가 빨라지는 것으로, 봄에 일찍 심지 않으면 수량이 적다. 그러나 가을형은 단일조건에서 개화하는 만생(晩生)으로, 다수(多收)·양질의 품종이 많다.

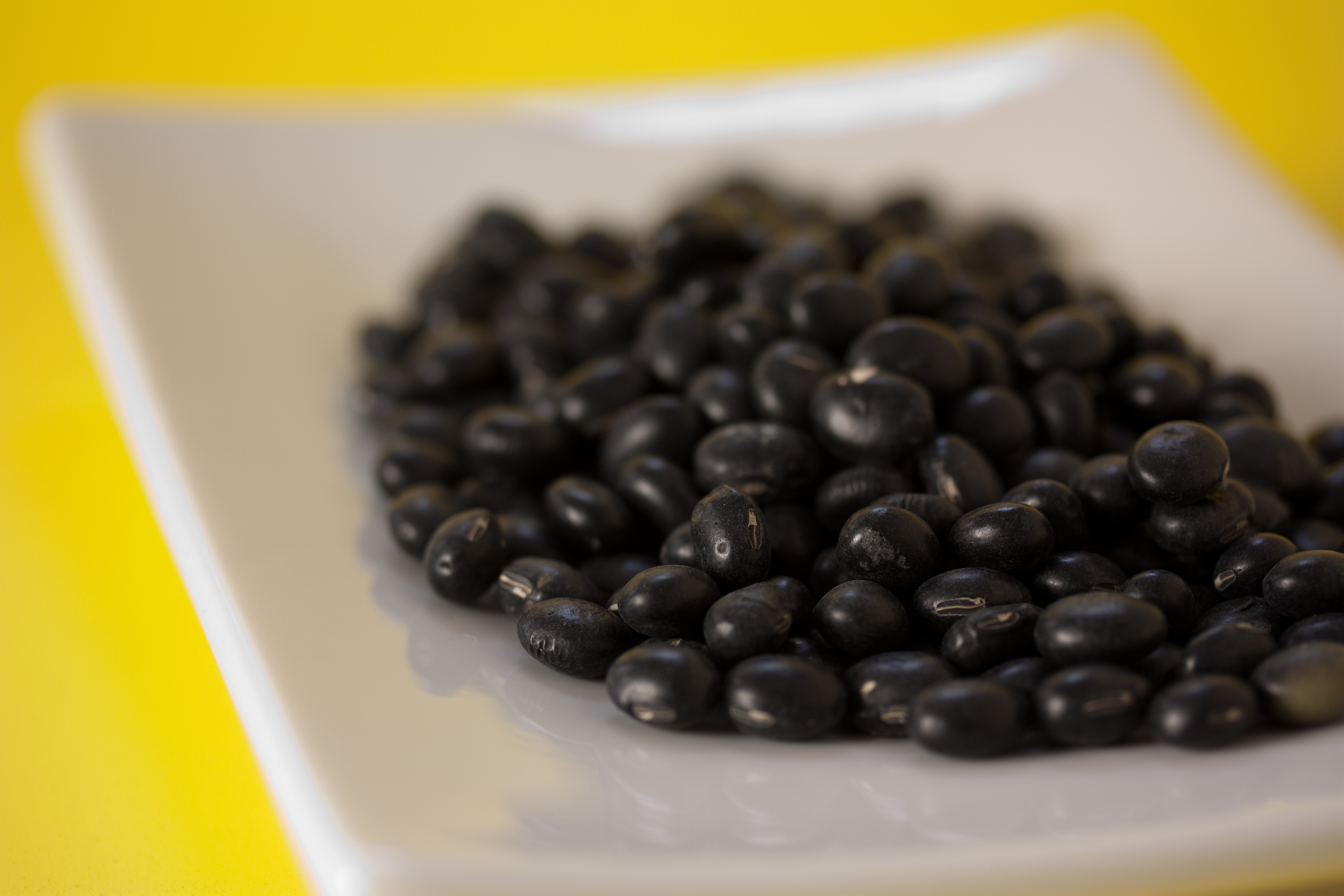
쥐눈이콩(서리태)
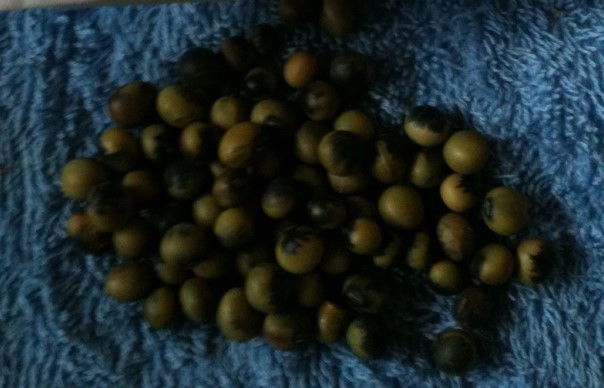
오리알태
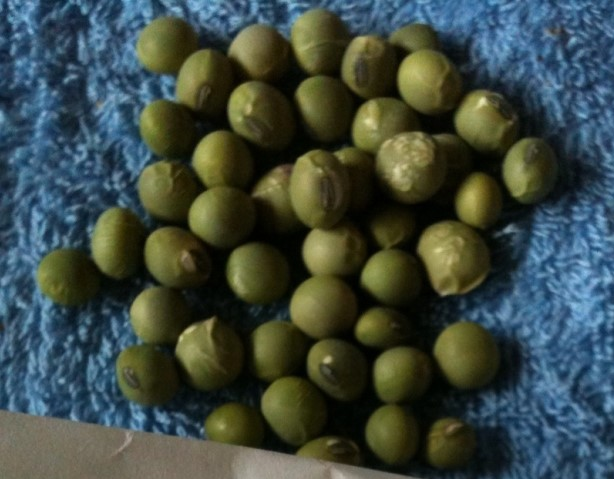
푸르대콩
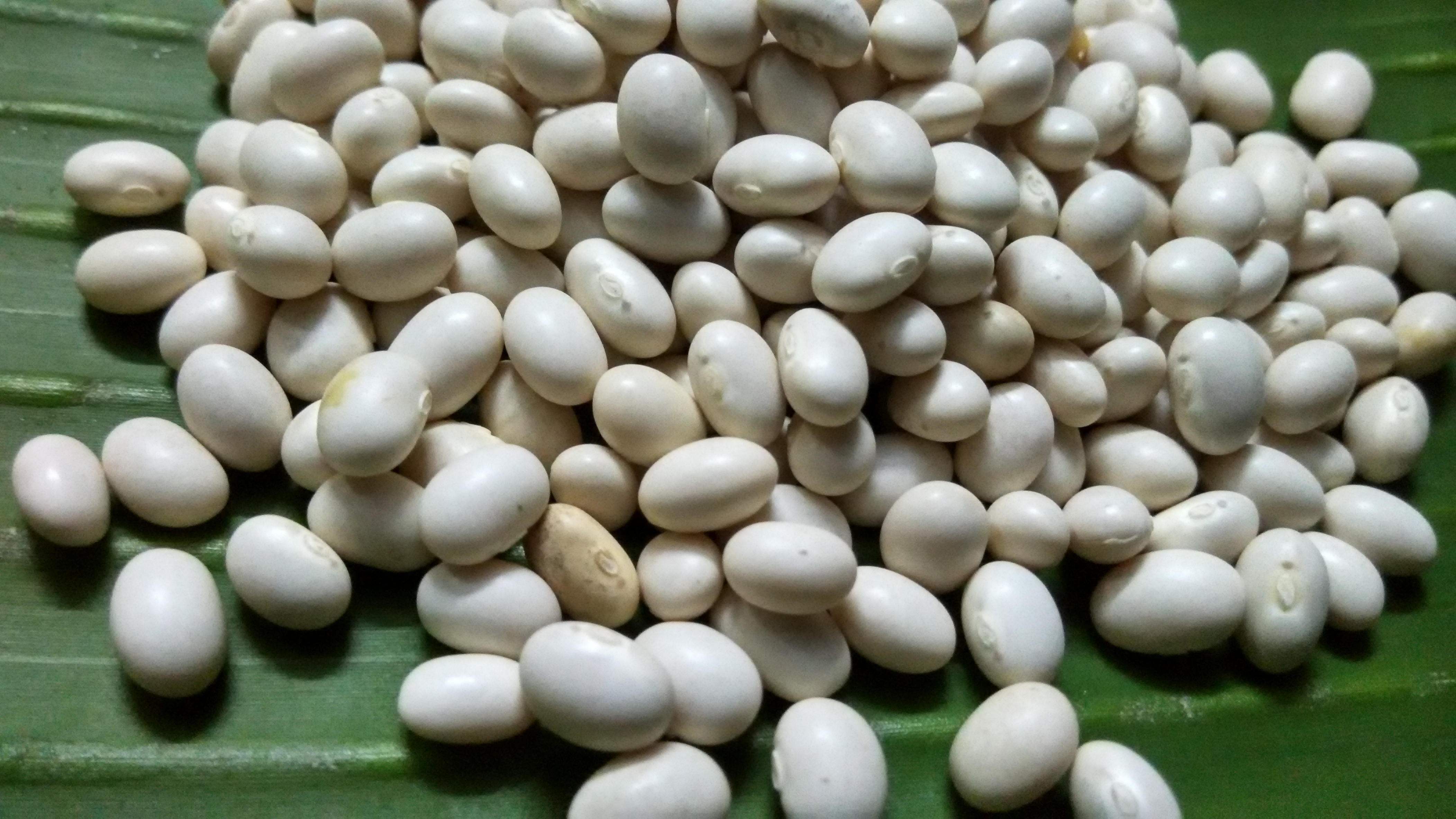
흰콩

## 쓰임
콩에는 30-50%의 단백질과 13-25%의 지방이 들어 있다. 씨알은 그대로 밥에 두어 먹는 외에 된장·간장·두부·콩나물 등의 원료로도 이용된다. 콩에서 짠 콩기름은 식용으로도 하지만, 공업용으로도 쓰인다. 기름을 짜고 난 콩깻묵은 가축의 사료로 쓰이기도 하면서, 농작물의 거름으로도 좋다. 콩에는 트립신의 활동을 방해하는 특정한 단백질이 들어있어 콩을 날로 먹으면 소화가 잘 되지 않는다. 하지만 콩을 가열할 경우 이 단백질 성분이 변성된다. 결국 트립신이 활성화되어 소화효소의 침입이 용이해지는 것이다.
콩은 식용 및 공업용으로 널리 쓰이는데, 자실(子實)은 단백질 및 지방이 풍부하다. 콩은 한국인의 식생활에서 가장 중요한 단백질원이 되어 있다. 가공하여 두부·된장·간장·콩가루·과자·콩기름 등을 만든다. 콩기름은 다시 가공하여 인조버터의 제조원료와 각종 공업원료로 쓰며, 콩깻묵은 사료·비료로 쓰며, 다시 가공하여 간장·된장·과자 등을 만드는 데 쓴다. 또 콩나물로도 길러 먹기도 한다.
어린 풋콩은 삶아서 먹고, 완숙한 콩은 콩밥·콩자반·콩엿 등을 만들어 먹는다. 또, 두부·비지·된장·간장·콩나물·콩기름 등으로 가공하여 먹기도 하고, 인조기름·인조고기 등을 만들기도 한다. 콩기름은 각종 공업원료로 이용되
며 최근에는 두유의 원료로 많이 소비된다. 콩의 생초·건초와 콩깻묵은 사료나 비료로, 줄기는 인공섬유의 원료와 농촌의 땔감으로 이용된다. 이밖에 비누·방수제·유화제·살충제·화약·의약품 등 공업상의 용도도 다채롭다.

## 주의 사항
심장 건강을 위해 동물성 단백질을 제한해야 하는 것으로 알려져 있다. 동물성 단백질 대안으로 꼽히는 게 콩 단백질이다. 두부나 풋콩(에다마메), 두유 같은 콩 식품은 혈당과 콜레스테롤을 조절하는 데 도움이 된다. 하지만 콩을 너무 많이 섭취하면 철분 흡수를 방해해 빈혈증을 일으킬 수 있다. 채식주의자들에게는 특히 위험하다. 또한 콩에는 에스트로젠과 같은 화합물이 들어있어 너무 많이 섭취할 경우, 자궁암 위험이 커진다. 콩에 대한 권장 섭취량은 정해져 있지 않지만 하루에 2번 정도 먹으면 안전하다.

## 사진 갤러리

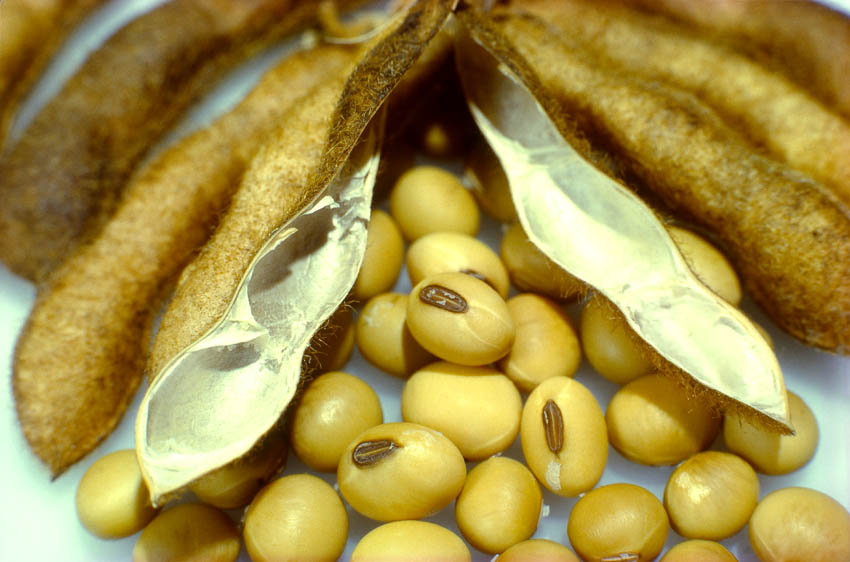
콩
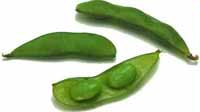
풋콩
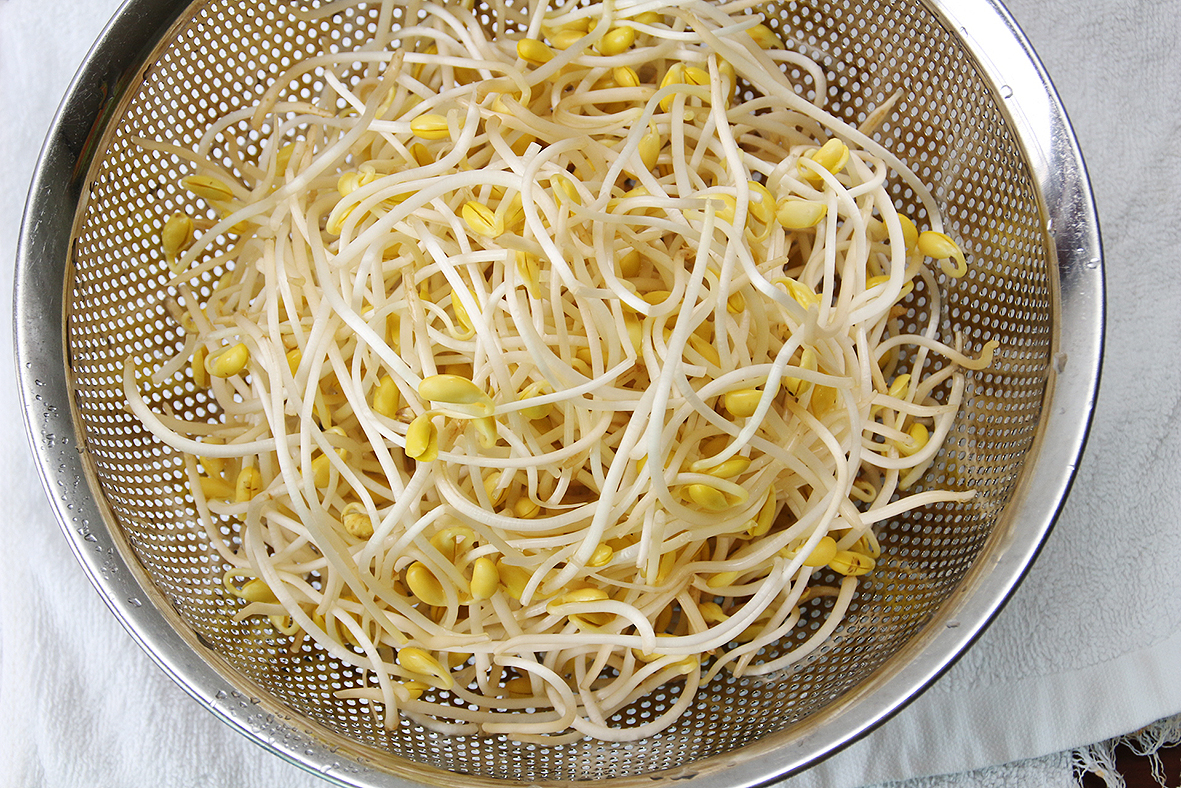
콩나물
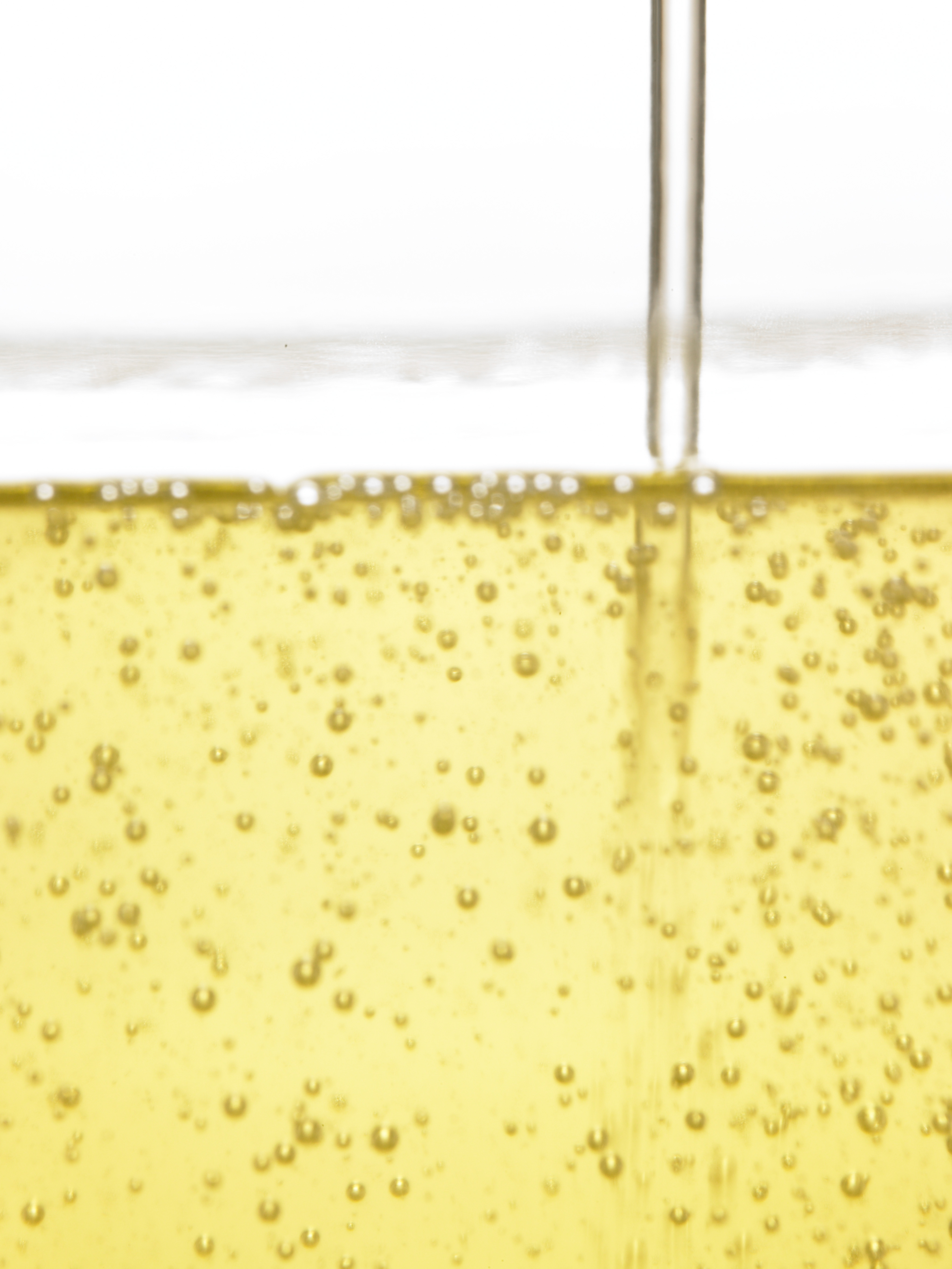
콩기름
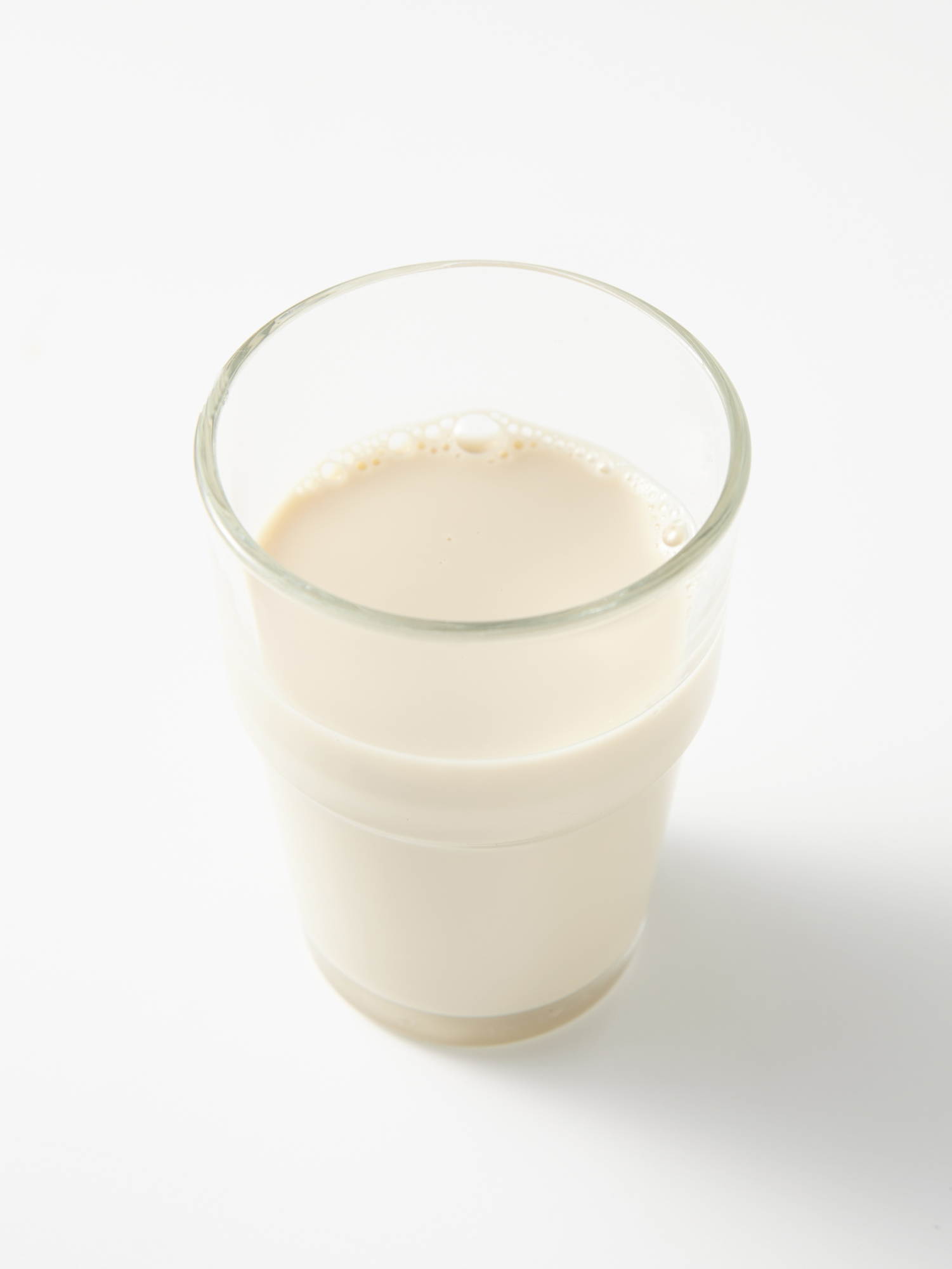
두유
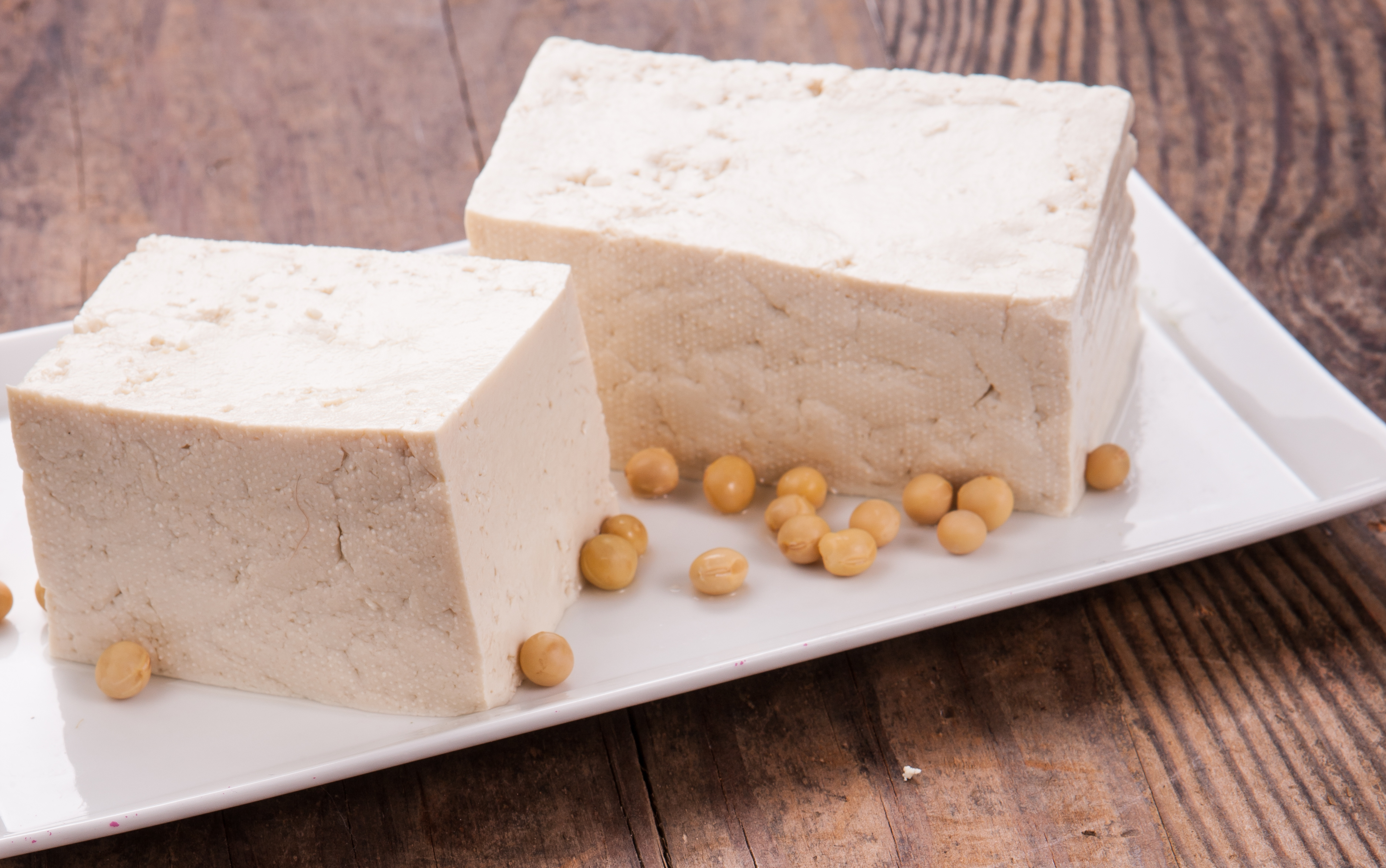
두부
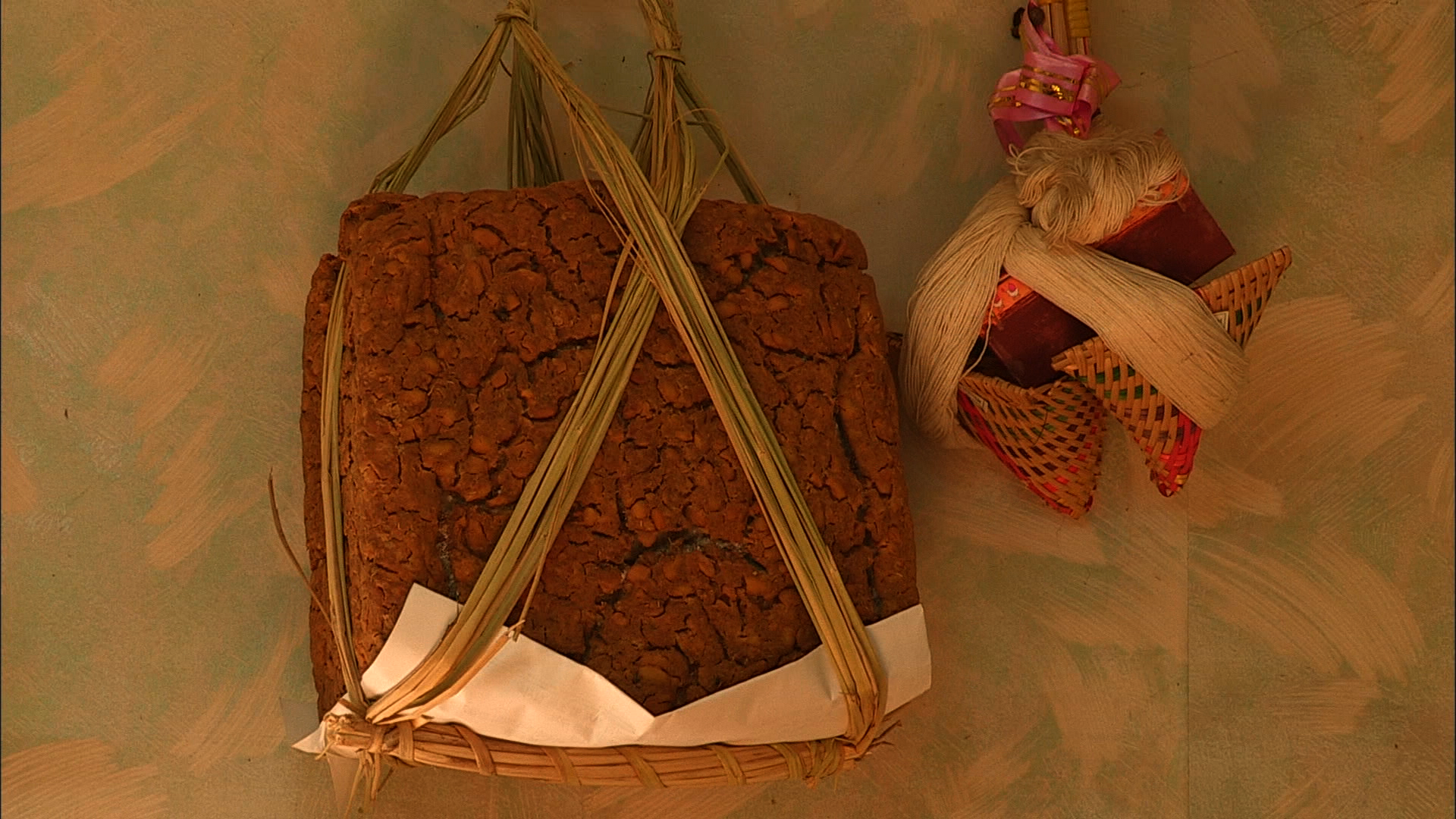
메주

## 같이 보기
- 강낭콩
- 완두
- 호랑이콩
- 팥